# Narcisse Hénocque
Narcisse Hénocque (* 15. Dezember 1879 in Mont-Saint-Aignan; † 21. Mai 1952 in Rouen) war ein französischer Maler der École de Rouen. Seine Werke zeigen vor allem die Landschaft entlang der Seine sowie einige Küstenlandschaften und Stillleben.

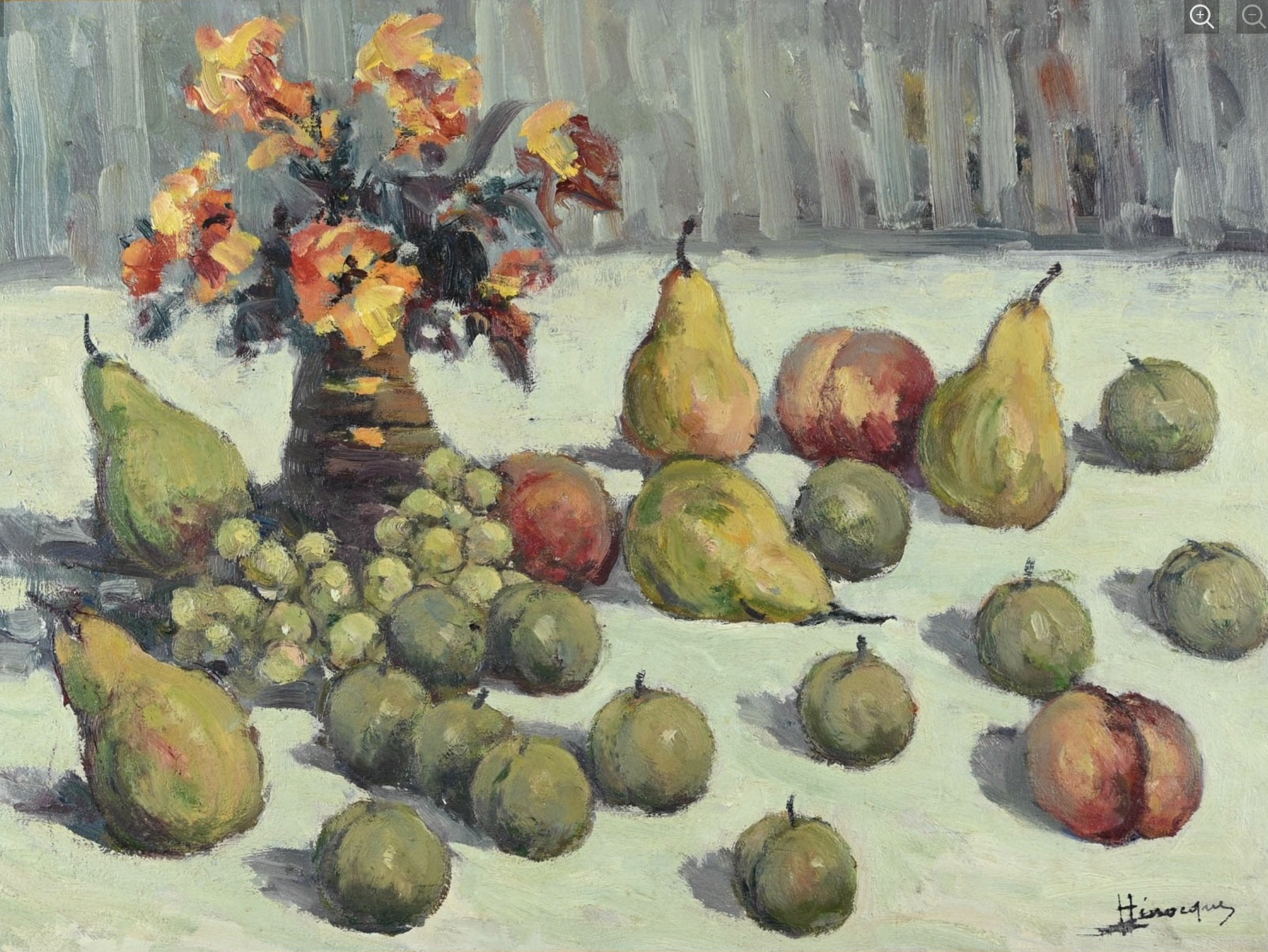
Stillleben mit Pflaumen

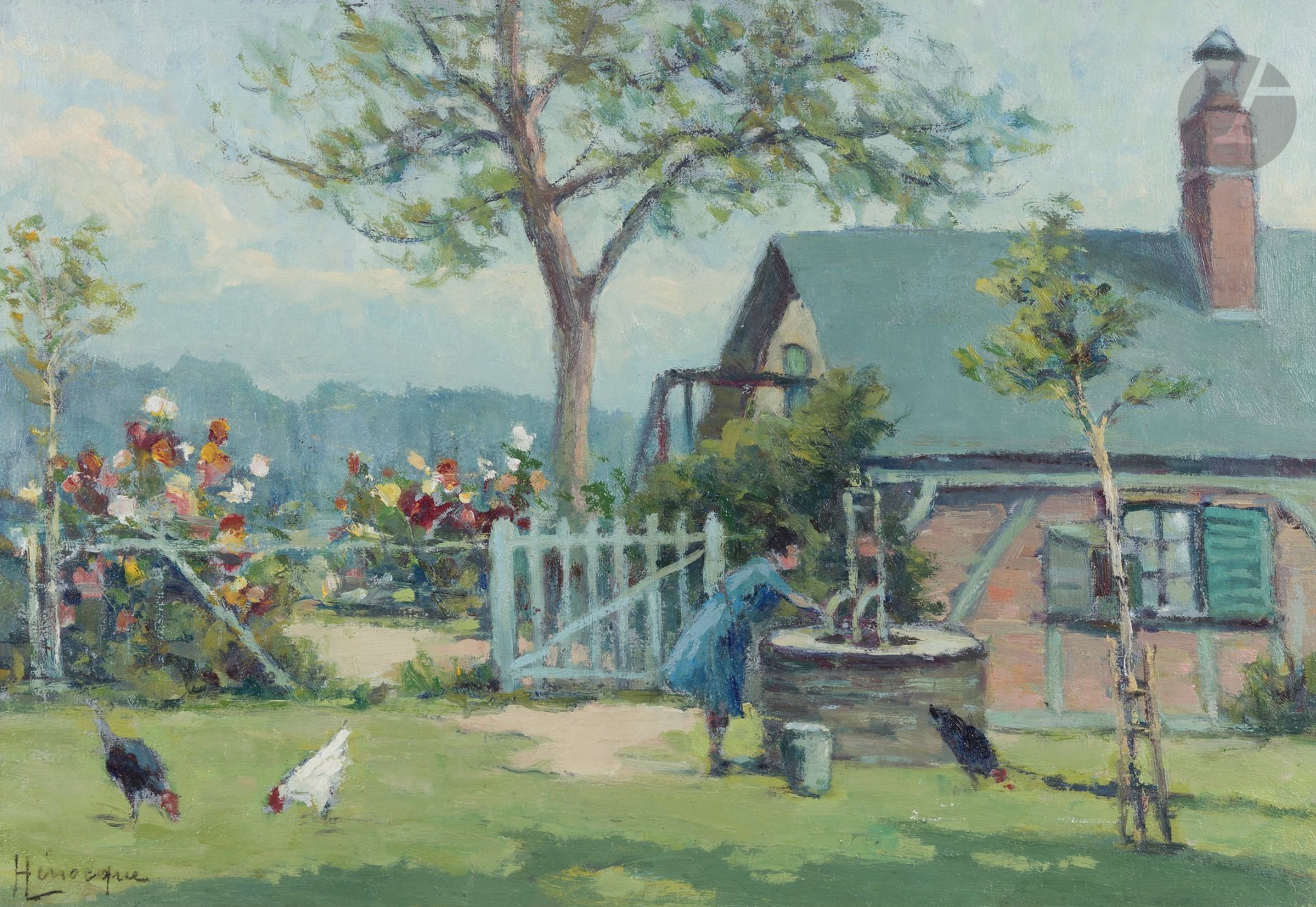
Cour de ferme animée

## Leben
Narcisse Hénocque interessierte sich schon früh für die Malerei und begann seine Ausbildung im Alter von 13 Jahren. Als er im Jardin Solférino in Rouen malte, wurde er von dem Maler Joseph Delattre entdeckt und in dessen Schule aufgenommen. Joseph Delattre übte einen großen Einfluss auf Hénocques Werk aus.
Narcisse Hénocque besuchte die Académie Libre de la rue des Charrettes und verbrachte viel Zeit mit Delattre in Petit-Couronne. 1904 heiratete er und hatte zwei Söhne. Schon früh wurde er als aufstrebender Künstler anerkannt und nahm regelmäßig an Ausstellungen teil, wo seine Werke positiv besprochen wurden.
1907 stellte er zum ersten Mal im Salon des Artistes Rouennais aus und erregte die Aufmerksamkeit der Kritiker. Trotz der Entwicklung seines eigenen Stils blieb der Einfluss Delattres spürbar. In den folgenden Jahren stellte Narcisse Hénocque regelmäßig in Rouen aus und zeigte eine zunehmende künstlerische Eigenständigkeit. Seine Werke fanden zunehmend Anerkennung.
Während des Ersten Weltkriegs wurde er eingezogen, nahm aber weiterhin an Kunstausstellungen für wohltätige Zwecke teil. Nach dem Krieg nahm er seine Arbeit bei den Anciennes Mutuelles wieder auf und setzte seine künstlerische Laufbahn fort. Er nahm an verschiedenen Ausstellungen in Rouen und anderen Städten teil und wurde als treuer Vertreter der Société des Artistes Rouennais bekannt. Er ließ sich 1912 in Rouen nieder und lebte dort bis zu seinem Tod am 21. Mai 1952.
Narcisse Hénocque hinterließ ein Werk von etwa tausend Gemälden, die für ihre technische Präzision und ihre einfühlsame Darstellung geschätzt werden. Seine Werke, darunter Schneelandschaften, Wasser- und Landansichten, zeugen von seiner tiefen Verbundenheit mit Rouen und seiner Umgebung.